# Brihaspa frontalis
Brihaspa frontalis là một loài bướm đêm trong họ Crambidae.